# Leon Reich
Leon Reich (* 11. Juni 1879 in Drohobycz; † 1. Dezember 1929 in Lwów) war ein zionistischer Publizist und Politiker. Er war einer der führenden jüdischer Interessenvertreter in Polen nach dem Ersten Weltkrieg. Er ist nicht verwandt mit Wilhelm Reich, dessen Vater ebenfalls Leon Reich († 1914) hieß. 

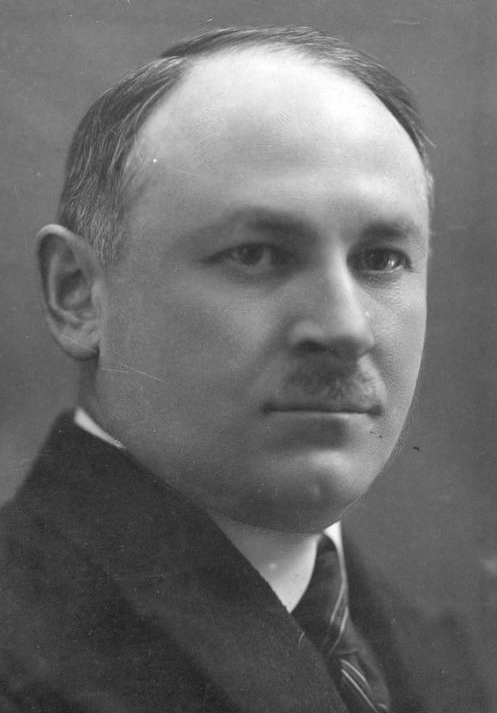
Leon Reich

## Leben
Er studierte von 1897 bis 1905 Rechtswissenschaften in Lemberg und von 1908 bis 1912 am Institut d’études politiques de Paris. Er promovierte zum Dr. jur. 
Bereits während seiner Studienzeit engagierte er sich für die zionistische Bewegung. Er gründete die erste zionistische Studentenvereinigung in Galizien (Emunah). Er machte sich einen Namen als Journalist und Publizist. Zwischen 1907 und 1914 war er Redakteur der Zeitschrift Wschod. Im Jahr 1910 gab es den polnisch-zionistischen Almanach heraus.
Seit 1911 war er Vertreter Galiziens bei den internationalen Kongressen der Zionisten. Auch nach dem Krieg nahm er an allen Kongressen teil. Im selben Jahr kandidierte er vergeblich für den österreichischen Reichsrat. Dennoch nahm sein Einfluss unter der jüdischen Bevölkerung zu. Ab 1913 war er auch Mitglied des zionistischen Aktionskomitees und leitete das Palästinabüro in Lemberg. 
Während des Ersten Weltkrieges war er in der österreichischen Militärgerichtsbarkeit tätig. Er war unter anderem in Graz und Lemberg eingesetzt. Im Jahr 1918 wurde er Präsident des Jüdischen Nationalrates für Ostgalizien. Im Zusammenhang mit den politischen Unruhen in Galizien am Ende des Krieges wurde er festgenommen, des Hochverrats beschuldigt und zeitweise in einem Internierungslager inhaftiert. Auf Druck westeuropäischer Politiker sowie von Józef Piłsudski und Nahum Sokolow wurde er freigelassen.
In Paris war er 1919 führendes Mitglied des Comité des Délégations Juives. Dieses bemühte sich darum den Juden Minderheitenrechten in den Nachfolgestaaten Österreich-Ungarns zu sichern. In diesem Zusammenhang gab er die Schrift Les Droits nationaux des Juifs en Europe Orientale heraus.  
Seit 1919 war er Vorsitzender des zionistischen Landesverbandes für Ostgalizien. Im Jahr 1922 wurde er für Lemberg in den polnischen Sejm gewählt. Er war 1924 einer der Verteidiger von  Stanisław Steiger, als dieser eines Attentats auf den Staatspräsidenten  Stanisław Wojciechowski beschuldigt wurde. Zwischen 1924 und 1926 war er Vorsitzender des Klubs der jüdischen Abgeordneten im Parlament. 

Er lehnte den zionistischen Maximalismus wie ihn etwa Jitzchak Gruenbaum vertrat ab und befürwortete eine Annäherung an den polnischen Staat. Zusammen mit anderen handelte er einen Vertrag mit der Regierung unter Władysław Grabski aus. Darin sagten die jüdischen Abgeordneten ihre Unterstützung zu, erhielten dafür eine Reihe von Konzessionen für die jüdische Bevölkerung. Dagegen kam es zu Widerstand in den eigenen Reihen. Nach dem Maiputsch von Józef Piłsudski wurde Reich gezwungen, den Vorsitz über den jüdischen Klub im Parlament abzugeben. Insbesondere in Galizien behielt er politischen Rückhalt und wurde trotz des von der Regierung unterstützten Gegenkandidaten erneut in den Sejm gewählt. 

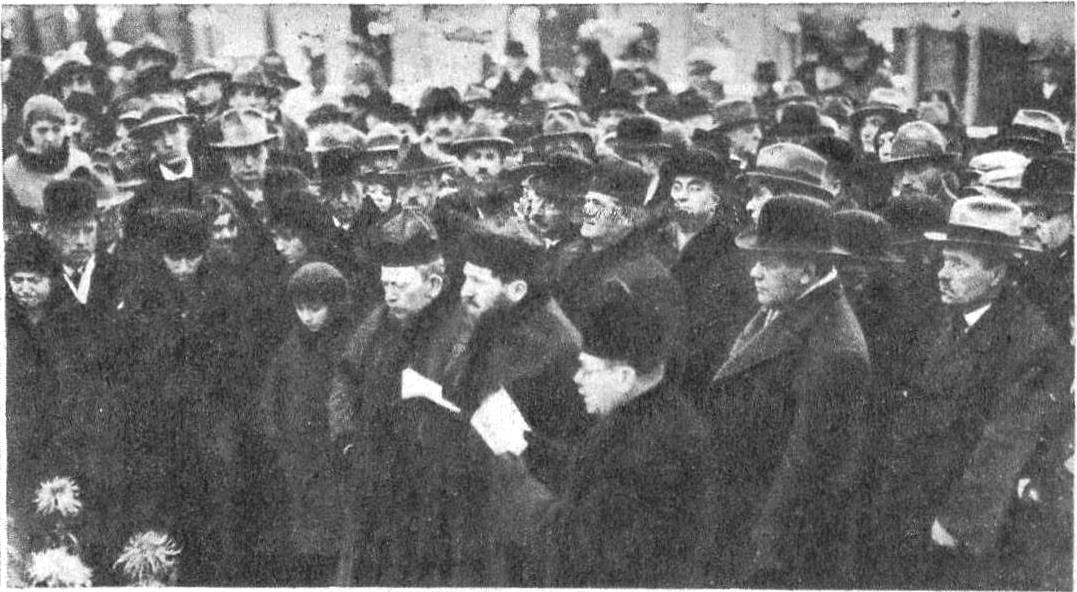

Er war Mitarbeiter der polnischsprachigen Tageszeitung Chwila in Lemberg, der Nowy dziennik in Krakau und einiger jiddischer Zeitungen. In Warschau gründete er die zweite polnischsprachige zionistische Zeitung des Landes mit Namen Dziennik Warszawsk. Die Zeitung konnte sich auf Grund finanzieller Probleme nicht lange halten. Im Jahr 1929 wurde er Mitglied des Administrativkomitees der Jewish Agency for Palestine. 
Im Jahr 1934 wurde sein Leichnam exhumiert und nach Palästina überführt.

## Werke
- Die Wiederaufrichtung Polens und die Freiheitsbestrebungen der Juden. In: Neue Jüdische Monatshefte, Jg. 1, Heft 7, 10. Januar 1917, S. 177–185.